# Museum of Old and New Art

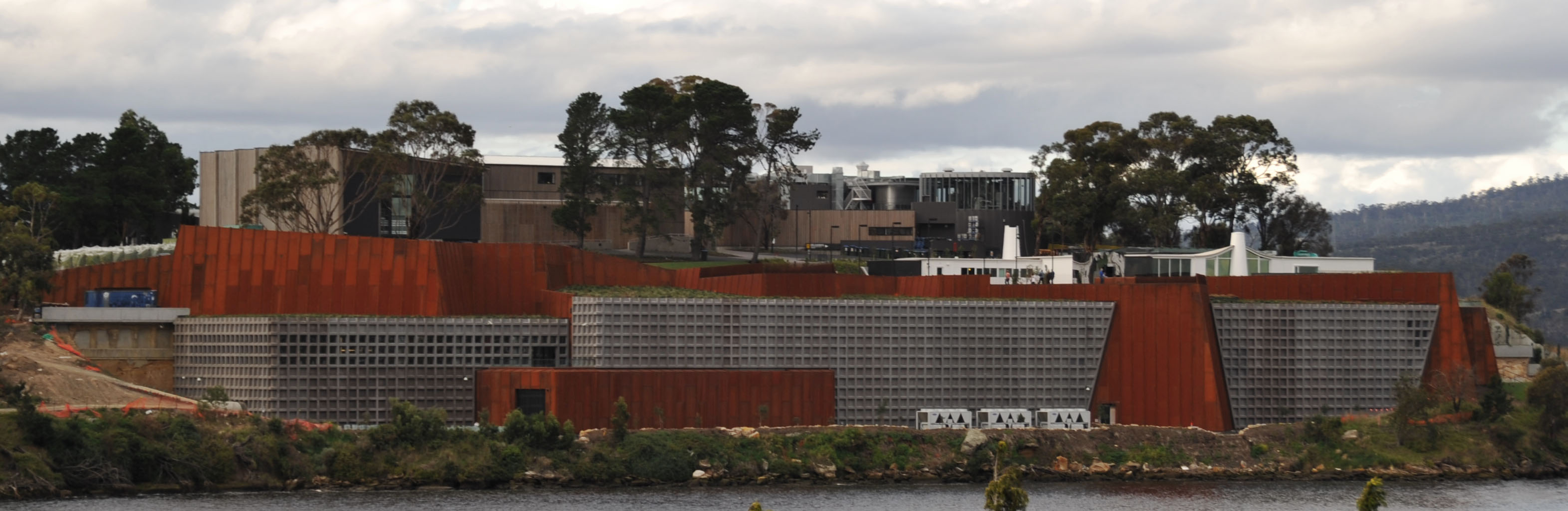
Museum of Old and New Art

Das Museum of Old and New Art (MONA) ist ein Kunstmuseum, das sich im Weingebiet Moorilla auf der Halbinsel Berriedale in Hobart, Tasmanien, Australien, befindet. Es ist das größte privat finanzierte Museum Australiens. Das Museum zeigt antike, moderne und zeitgenössische Kunst aus der Sammlung von David Walsh. Walsh nannte das Museum einmal ein „subversives Disneyland für Erwachsene“.
Das MONA wurde am 21. Januar 2011 eröffnet, zufällig gleichzeitig zum dritten MONA-FOMA-Festival. Die Eröffnungsfeier wurde von 1350 geladenen Gästen besucht. 2500 weitere Gäste wurden für den Besuch der Abendveranstaltung per Losverfahren gezogen. Dort traten Bands auf wie True Live, The Scientists of Modern Music, Wire, Health und The Cruel Sea.
Das Dark MOFO ist das jährlich stattfindende Festival des Museums. Das erste fand vom 13. bis 23. Juni 2013 statt.

## Gebäude
Der Vorgänger des MONA, das Moorilla Museum of Antiquities, wurde 2001 vom tasmanischen Millionär David Walsh gegründet. Es wurde 2007 geschlossen, um notwendige Renovierungskosten in Höhe von 75 Millionen Dollar zu vermeiden. Das neue Museum wurde von dem Melbourner Architekten Nonda Katsalidis entworfen und von Hansen Yuncken erbaut. Es ist ein dreigeschossiges Gebäude in den Klippen der Halbinsel Berriedale. Die Entscheidung, das Gebäude zu großen Teil unterirdisch anzulegen, wurde von David Walsh getroffen, um zwei historische Häuser des Künstlers Roy Ground, die sich auf dem Grundstück befinden, nicht zu beeinträchtigen. Walsh sagte, dass sich das neue Museum „dem Besucher langsam präsentiere und seine Präsenz nicht aufdränge […] mit einem Hauch von Gefahr, dass die Erfahrung, Kunst zu erleben, neu befeuert“.
Das Gebäude hat keine Fenster und vermittelt dem Besucher eine beabsichtigt unheilvolle Atmosphäre. Beim Betreten begegnen Besucher einer scheinbar endlosen Flucht von Treppen, ein Erlebnis, dass ein Kritiker einmal mit dem Abstieg in die Felsenstadt Petra verglich. Um die Kunstwerke zu sehen, muss sich der Besucher vom Untergeschoss zurück an die Oberfläche vorarbeiten, einem Bahnverlauf folgend, der als Gegenentwurf zu dem herabführenden Spiralgang im Guggenheim Museum zu verstehen ist.
Das Museum kann am besten mit der Fähre über den Derwent River erreicht werden.

## Ausstellungen

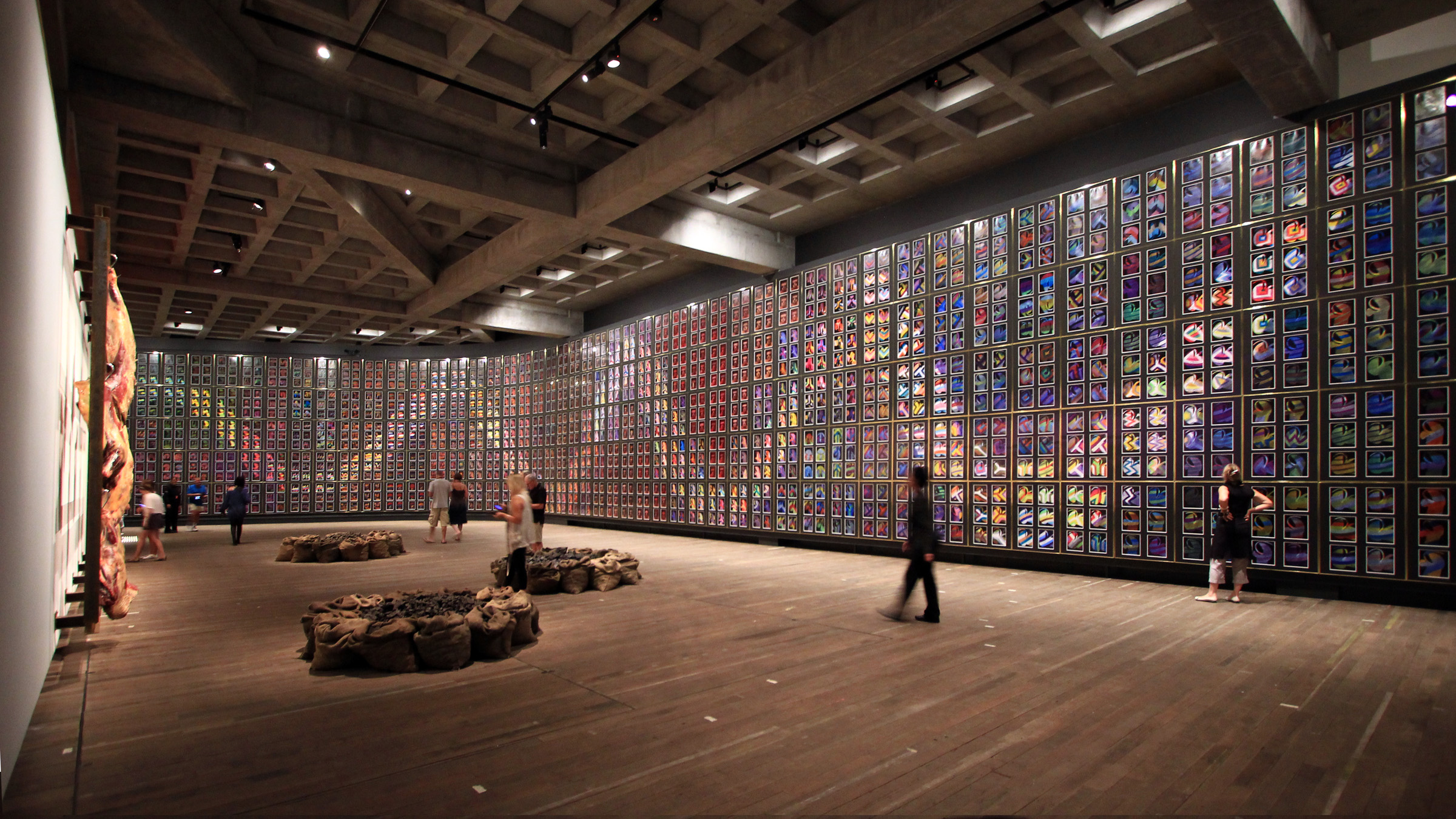
Snake, Herzstück des Museums

Das Museum beherbergt 400 Kunstwerke aus David Walshs privater Sammlung. Bemerkenswerte Arbeiten der Ausstellung Monanismus sind Werke wie Sidney Nolans Snake, die erstmals der australischen Öffentlichkeit gezeigt wurden. Darunter auch eine Maschine, die Essen in Exkremente umwandelt. Oder auch Stephen Shanabrooks On the road to heaven the highway to hell und Chris Ofilis The Holy Virgin Mary. Die Kuratoren des MONA sind Nicole Durling, zuständig für zeitgenössische australische Kunst, und Olivier Varenne für moderne, internationale und zeitgenössische Kunst.

## Kritiken

### Architektur
Katsalidis Architektur des Museums wurde nicht allein als gelungen betrachtet, indem es seine Funktion als Präsentationsraum für eine Sammlung erfülle, sondern sich vielmehr zu einem besonderen Erlebnis für den Besucher ausweite und durch eine Choreographie von Lichtspiel, Raumgestaltung und Materialwahl ein einmaliges und großartiges, idiosynkratisches Ganzes entstehe.

### Kunst
Michael Connor vom konservativen Literatur- und Kulturmagazin Quadrant sagte, das „MONA zeige Kunst einer erschöpften, zerfallenden Zivilisation.“ Sie verdeutliche durch Lichter, Eindrücke und erstaunliche Effekte einen moralischen Bankrott, der sich perfekt mit zeitgenössischer Mode, Design, Architektur und Kino verschmelze. Diese Kunst sei teuer und zeuge von Verfall.
Richard Dorment, Kunstkritiker bei der britischen Zeitung The Daily Telegraph, meint, dass Walsh keine berühmten Künstler sammle; seine Gleichgültigkeit gegenüber der Mode sei eine der Stärken seiner Sammlung. Walsh möge „Kunst, die Spaß mache und Aufmerksamkeit errege, vergleichbar mit dem Stich einer Biene oder einem leichten Schlag auf den Solar Plexus“.

### Tourismus
Im Oktober 2012 platzierte ein Autor der Reiseführerreihe Lonely Planet Hobart auf Platz sieben der Top-Ten-Städte, die man 2013 besuchen sollte. Er verwies dabei auf das MONA als die Hauptattraktion der Stadt – eine Situation vergleichbar mit Bilbao und dem Guggenheim Museum.

## Kosten
Die laufenden Kosten betragen jährlich acht Millionen australische Dollar. Getragen werden sie durch die Einnahmen des Weinguts, der Brauerei, des Restaurants und eines Hotels auf dem Gelände. Im Mai 2012 wurde angekündigt, das Museum wolle seine Politik des kostenlosen Eintritts beenden. Seither werden Eintrittspreise für Besucher aus anderen Bundesstaaten und dem Ausland erhoben, während Tasmanier und Jugendliche weiterhin freien Eintritt erhalten.

## Film
KUNST IM PARADIES - Das Museum of Old and New Art in Hobart, Australien. Film von Sabine Pollmeier und Joachim Haupt. Dokumentarfilm. Deutschland 2017.